# Zedriv GC1

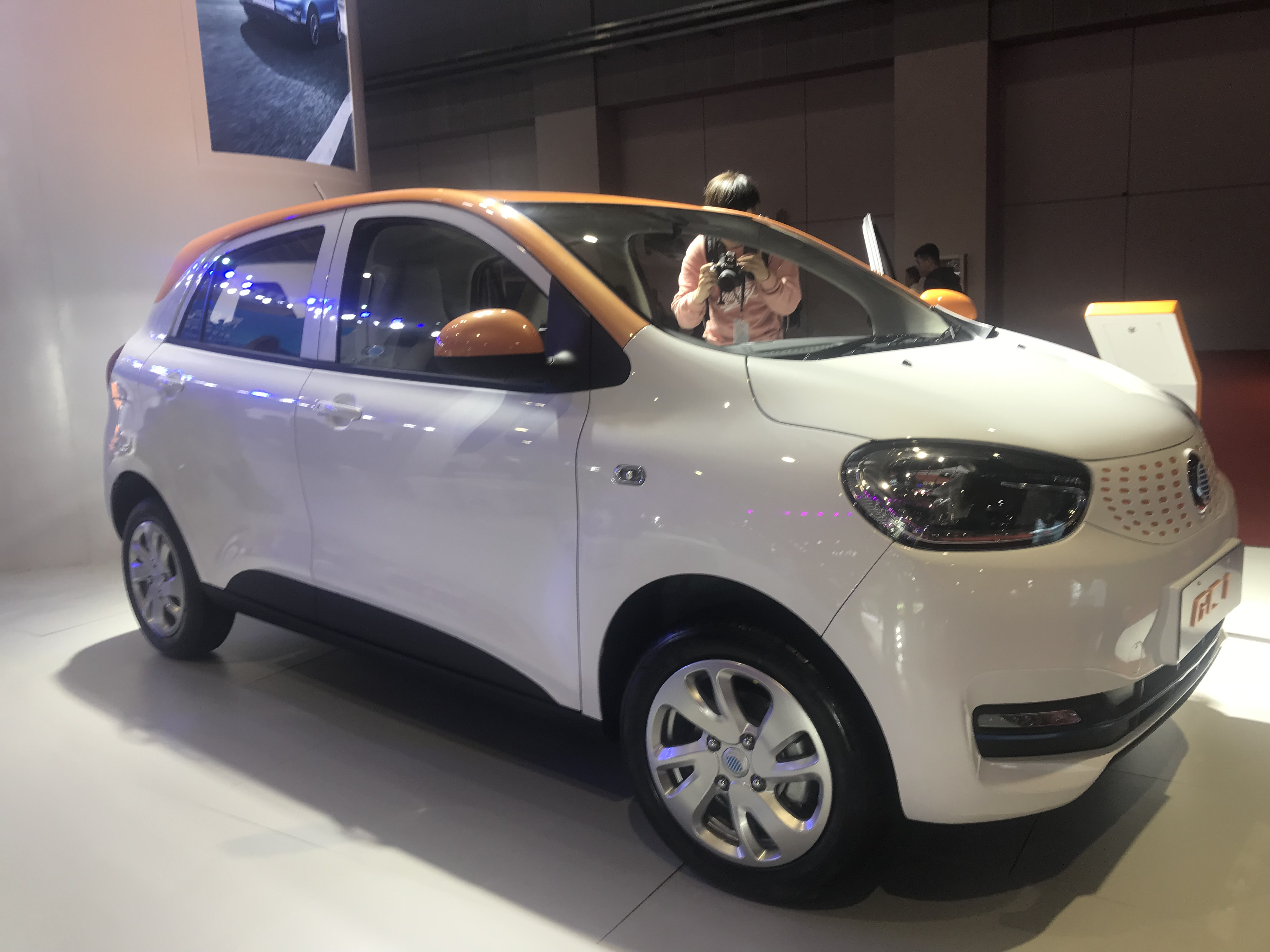

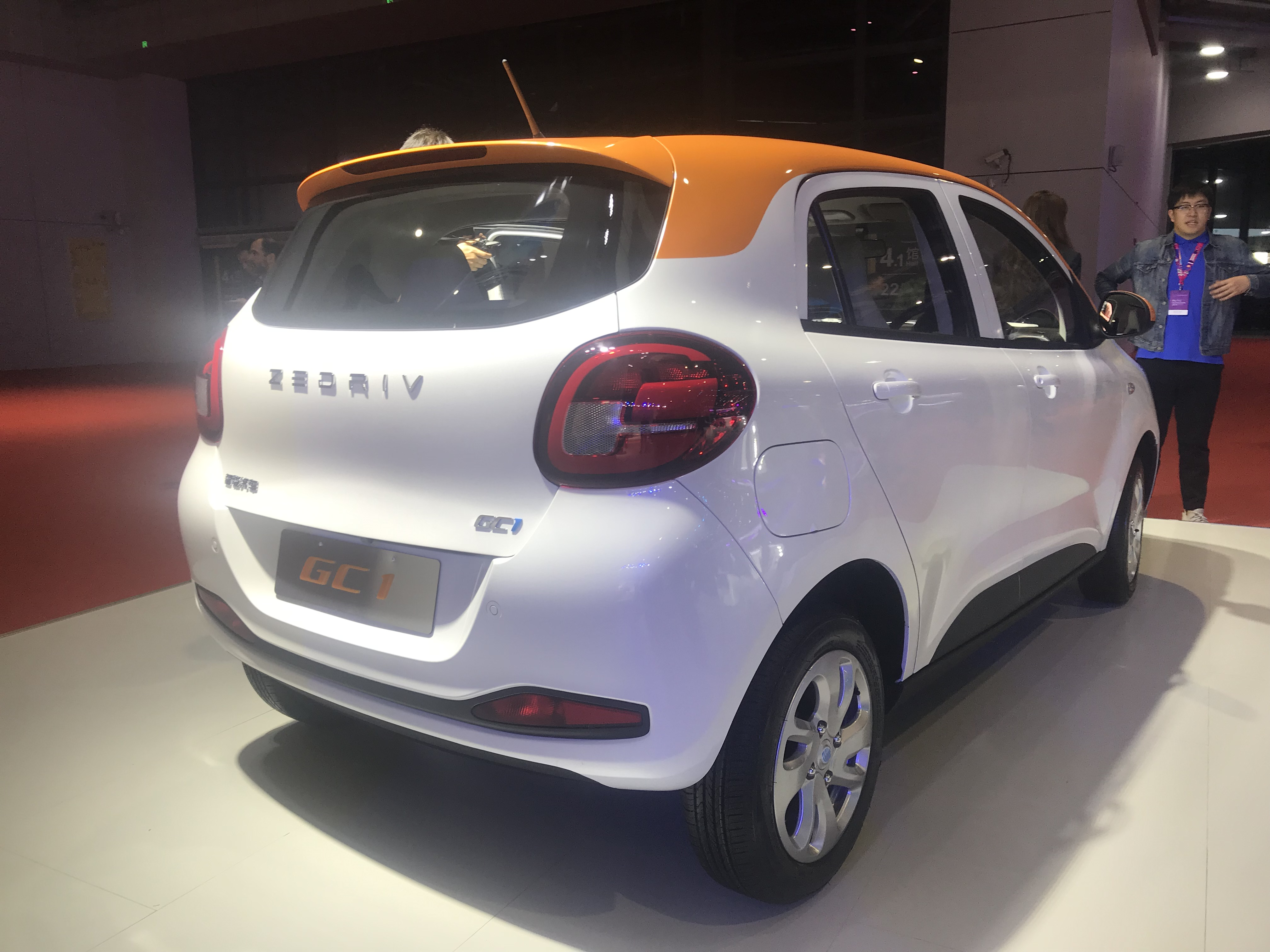

El Zedriv GC1 (en chino, 国 机智 骏 GC1) es un city car eléctrico de 5 puertas fabricado por Zedriv. Es esencialmente la variante de 5 puertas del Zedriv GC2.

## Descripción general
El Zedriv GC1 se mostró junto con el GC2 y GX5 en el Auto Shanghai de 2019. Tiene unas dimensiones de 3710 mm / 1675 mm / 1535 mm, una distancia entre ejes de 2500 mm, un suelo 120 mm de espacio libre y un peso de 1130 kg. El Zedriv GC1 tiene 5 puertas y 4 asientos y entró en producción en 2020 con un costo de ¥ 68,800 a ¥ 83,800. El Zedriv GC1 tiene un alcance de 211 millas, 74 caballos de fuerza, batería de 36,2 kWh,  FWD, 120 km / h de velocidad máxima y una aceleración de 50 km / h en 4,2 segundos. El diseño de los vehículos Zedriv se realizó bajo la dirección de su jefe de diseño, Lorenz Bittner, en Shanghái.